# Dircenna steinheili
Dircenna steinheili är en fjärilsart som beskrevs av Otto Staudinger 1884. Dircenna steinheili ingår i släktet Dircenna och familjen praktfjärilar. Inga underarter finns listade i Catalogue of Life.